# 世界足球 胜利十一人2014
《世界足球 胜利十一人2014》是一款由科乐美公司制作和发行的足球类电子游戏。本游戏于2013年9月首先发行。游戏在PlayStation 3、任天堂3DS、PlayStation Portable和Xbox 360等平台发行。
2013年3月10日，科乐美官方宣布制作《世界足球 胜利十一人2014》。本游戏着重聚焦于足球。它如何移动，运动员如何操作它。
游戏收到好的评价。IGN给予本游戏8.4/10的分数并表扬游戏的高质量。

## 外部連結
- 官方网站